# Bulbothrix hypocraea
Bulbothrix hypocraea är en lavart som först beskrevs av Vain., och fick sitt nu gällande namn av Hale. Bulbothrix hypocraea ingår i släktet Bulbothrix och familjen Parmeliaceae.   Inga underarter finns listade i Catalogue of Life.